# Luc Frieden
Luc Frieden (Esch-sur-Alzette, 16 settembre 1963) è un politico e avvocato lussemburghese, primo ministro dal 17 novembre 2023.
Membro del Partito popolare cristiano sociale (CSV), ha ricoperto incarichi di gabinetto nel governo lussemburghese tra il 1998 e il 2013. Frieden è stato presidente della Camera di commercio lussemburghese e di Eurochambres, la federazione imprenditoriale delle Camere di commercio e dell'industria europee.
All'inizio del 2023 è stato eletto candidato primo ministro del CSV per le elezioni generali di ottobre.

## Biografia
Frieden ha completato la scuola superiore in Lussemburgo e successivamente ha ricevuto un'istruzione universitaria internazionale in Francia, Regno Unito e Stati Uniti. Si è laureato in diritto commerciale presso l'Università Paris 1 Panthéon-Sorbonne . Ha conseguito un master in diritto comparato presso il Queens' College dell'Università di Cambridge e un ulteriore Master of Laws presso la Harvard Law School . Mentre era ad Harvard, fu anche registrato presso la Harvard Kennedy School .
Oltre al lussemburghese, Frieden parla correntemente inglese, tedesco, francese e ha una buona conoscenza dell'olandese.

### Carriera politica
Nel 1994, Frieden fu eletto alla Camera dei Deputati del Lussemburgo per i Democratici Cristiani (CSV - PPE), diventando, all'età di trent'anni, il deputato più giovane della Camera. Mentre era in Parlamento, ha presieduto la commissione finanziaria e la commissione costituzionale ed è stato una figura di spicco nel processo che ha portato alla creazione di una Corte costituzionale e di tribunali amministrativi indipendenti in Lussemburgo.
Nel 1998, all'età di trentaquattro anni, diventò ministro della Giustizia nel governo guidato dal primo ministro Jean-Claude Juncker. È stato anche Ministro del Tesoro e del Bilancio dal 1998 al 2009, Ministro della Difesa dal 2004 al 2006 e Ministro delle Finanze dal 2009 al 2013.
In qualità di ministro del Tesoro e del Bilancio, Frieden è stato responsabile del successo dell'introduzione dell'euro in sostituzione del franco lussemburghese. Durante la presidenza lussemburghese del Consiglio dell'Unione europea nel 2005, ha presieduto il Consiglio europeo dei ministri della Giustizia e degli Affari interni (GAI). In qualità di Ministro delle Finanze ha rappresentato il suo Paese al Consiglio Europeo dei Ministri dell'Economia e delle Finanze (ECOFIN) e all'Eurogruppo e ha partecipato alla stabilizzazione dell'Eurozona e alla formazione dell'unione bancaria europea. Per 15 anni, Frieden è stato governatore della Banca mondiale e nel 2013 è stato presidente del consiglio dei governatori del Fondo monetario internazionale e del Gruppo della Banca mondiale.
Dopo 10 anni di assenza dalla politica, il 1º febbraio 2023 è stato nominato capolista dal suo partito per le elezioni politiche previste in autunno.
Alle successive elezioni, ha condotto il suo partito alla vittoria e, grazie ad una coalizione col partito liberale di Xavier Bettel, gli è succeduto come primo ministro nel novembre 2023.